# رانی کاسولا رانگاما
رانی کاسولا رانگاما 
(به تلوگویی: Rani Kasula Rangamma) فیلمی محصول سال ۱۹۸۱ و به کارگردانی تی.ال. وی پراساد است. در این فیلم بازیگرانی همچون چیرانجیوی، سری دوی، جاگایا، نوتان پراساد ایفای نقش کرده‌اند.